# Inés Bacán
 (août 2013).
Si vous disposez d'ouvrages ou d'articles de référence ou si vous connaissez des sites web de qualité traitant du thème abordé ici, merci de compléter l'article en donnant les références utiles à sa vérifiabilité et en les liant à la section « Notes et références ».
Inés Bacán, née en 1952 à Lebrija (province de Séville), est une chanteuse gitane de flamenco espagnole.

## Biographie
Elle est née dans une famille de gitans musiciens de flamenco. Ines est la fille de Bastián Bacán et d'Ana « du Pelao », sœur de Pedro Bacán guitariste, arrière-petite-fille Pinini, petite-fille de Fernanda « du Funi », apparentée à : Fernanda et Bernarda de Utrera, El Lebrijano, El Turronero, Pedro Peña, Diego Carrasco, tante du pianiste Dorantes et du guitariste Pedro María Peña.
Elle a joué dans les grands festivals et clubs dans le monde entier : Fête de Mont-de-Marsan (France, 2003), Cycle Jueves Flamencos Cajasol (Séville, 2011), Festival Flamenco de Nîmes (France, 2012), XXI Silver Palm ville d'Algésiras (Cadix, 2013), semaine Flamenco Cerbere (Paris) Paris Peña Flamenca (2014), le Caracolá de Lebrija -dans presque toutes les éditions- le dernier en 2014, le festival de la Luna Mora Guaro (Málaga, 2014), festival de Cante Grande de El Viso del Alcor (Sevilla, 2014), la Fondation Sala García Lorca à Madrid Casa Patas (2014), XVIIIe Biennale de flamenco de Séville 2014 avec le spectacle dans sa forme la plus pure avec Miguel Funi, entre autres. Ils ont collaboré à divers spectacles avec des artistes comme Israel Galván, La Curva, XVIe festival de Jerez (2012), la Biennale de Flamenco de Séville (2012), Tabula Rasa (2006).

## Discographie
- De viva voz (1995)
- Soledad Sonora / coll. Flamenco Vivo - Auvidis (1998)
- Pedro Bacan et le Clan des Pinini : en public à Bobigny / Pee Wee
- Pasion (2003)
- protagoniste du film Inés, ma sœur, avec son guitariste frère Pedro Bacán